# Neuer Deutscher Standard
Neuer Deutscher Standard (NDS), auch NDS Records, ist der Name einer rechtsextremistischen Rap-Crew und des dazugehörigen Musiklabels. Es wurde 2019 von den rechtsextremen Rappern Chris Ares und Prototyp ins Leben gerufen.

## Geschichte
Der Neue Deutsche Standard wurde im August 2019 von den beiden rechtsradikalen Rappern Chris Ares (Christoph Zloch) und Proto (Kai Naggert, vormals auch: Prototyp) als Musiklabel und Rapcrew gegründet. Der Name bezog sich auf den Songtitel NDS – Neuer Deutscher Standard, den die beiden Rapper zuvor veröffentlicht hatten. NDS galt zunächst als Projekt der rechtsextremen Identitären Bewegung (IB), die als Jugendbewegung der sogenannten Neuen Rechten verstanden werden kann. Der Vertrieb von NDS lief bis 2021 noch über das identitäre Label Arcadi Musik und Naggert war bis 2019 als Führungskader der Identitären in NRW aktiv.
Es folgten Veröffentlichungen der beiden Gründungsmitglieder und weiterer nationalistischer und völkischer Rapper wie Primus (Andre Laaf). Chris Ares, der vom bayerischen Verfassungsschutz als Rechtsextremist eingestuft wurde, gelang es mit einigen seiner Songs Top-Platzierungen in verschiedenen Charts zu erlangen. Mitte 2020 löschten große Plattformen die Musik von Chris Ares. Bald darauf erklärte Ares seinen Rückzug als Rapper und Aktivist. Kai Naggert gilt seitdem als Kopf des Labels.
Im Jahr 2021 veröffentlichte NDS Alben der Rapper Proto, Primus, Runa und Menx. Im Mai 2022 sollte ein Live-Konzert von Proto, Primus und Menx in der Neonazi-Szenekneipe Lokal 18 im sachsen-anhaltischen Naumburg stattfinden. Am Tag des Konzerts veröffentlichten die Rapper eine kurzfristige Absage mit der Begründung, sie könnten „die Locations nicht mehr benutzen“. Kurz darauf verkündete Andre „Primus“ Laaf über Instagram seinen Rückzug vom NDS und distanzierte sich vom Lokal und „jeglicher Form von Extremismus“, einen Tag später zog Tino „Menx“ Datzer nach.
Der NDS radikalisierte sich nach diesem Zeitpunkt noch stärker hin zum offenkundigen Nazi-Rap. 2023 schloss sich MaKss Damage (Julian Fritsch) der Gruppe an, der aus seiner neonazistischen, antisemitischen und rassistischen Weltanschauung keinen Hehl macht. Mit ihm veröffentlichte Proto auch ein gemeinsames Album mit dem Titel Weiss Männlich Kampfbereit. Das Album wurde unter anderem im Podcast Revolution auf Sendung der Neonazi-Partei Der III. Weg vorgestellt und beworben. Auch inhaltlich spricht man nun eine deutlichere Sprache. So rappt Proto: „Damals wie heute, Europa erwache. Für Heimat und Volk griff dein Opa zur Waffe“. Ebenso treten in den Musikvideos immer wieder junge Neonazi-Gruppen wie etwa „Pforzheim Revolte“ oder auch Aktivisten der rechtsextremistischen Partei Der III. Weg auf. Die Musik strotzt vor völkischer Blut-und-Ehre-Rhetorik und einer Ideologie weißer Überlegenheit. Unter anderem heißt es im Track Blut in dir im Part von Fritsch: „deine weißen Gene“ mit „anderen weißen Genen“ zu „addieren“, um eine „Übermenschen-Kombo“ zu erschaffen.
Auf der eigenen Website werden im Online-Shop einschlägige Musik und Merchandise vertrieben. Als Geschäftsführerin ist Brigitte Rath eingetragen. Das Label wurde als haftungsbeschränkte Unternehmergesellschaft gegründet und ist im sächsischen Weifa gemeldet.
In seinem Buch Die letzten Männer des Westens von 2021 beschreibt der Schriftsteller Tobias Ginsburg die Gruppe, ihre Verstrickungen und fortschreitende Radikalisierung. Ginsburg hatte dafür die Gruppe infiltriert und über mehrere Monate begleitet.

## Mitglieder
- „Proto“ – Kai Alexander Naggert
- „MaKss Damage“ / „MKD“ – Julian Fritsch
- „Kavalier“ – Dominik Raupbach
- „Skeptika“ – André Paul
- „Fidus“ / „DJ Disscord“ – David Küsters

### Ehemalige Mitglieder
- „Chris Ares“ – Christoph Aljoscha Zloch
- „Primus“ – Andre Laaf
- „Menx“ – Tino Datzer
- „Runa“ – Ramona Naggert
- „Alva“ – Bianca Nisio
- „Azatro“ – Jann Blumhoff

## Veröffentlichungen
- 2019: Prototyp – Feuer (Arcadi Musik)
- 2020: Chris Ares – Ares (Aracdi Musik)
- 2021: Primus x Proto – Leitwolf (NDS Records)
- 2021: Runa – Schatten (NDS Records)
- 2021: Menx – Machermodus (NDS Records)
- 2022: Various – Neuer Deutscher Standard Sampler I (NDS Records)
- 2023: Alva x Proto – Kompass (NDS Records)
- 2023: Kiwi Kommando – Dorffest (NDS Records)
- 2023: Proto x MKD – WMK (Weiss Männlich Kampfbereit) (NDS Records)
- 2024: Alva – Krawalva (NDS Produktionen UG)
- 2024: Azatro – Nordmann (NDS Produktionen UG)
- 2024: Proto x Kavalier – WhiteBoySummer Mixtape (NDS Produktionen UG)
- 2024: Kavalier – Einer von uns (NDS Produktionen UG)
- 2024: Azatro – Staatsfeind (NDS Produktionen UG)
- 2024: Proto – Flächenbrand (NDS Produktionen UG)

## Belege
1. ↑  Bayerischer Rundfunk: Neuer Deutscher Rechtsrap
2. ↑  Saechsische.de: Rechtsextremismus im Landkreis Bautzen
3. ↑  Identitäre in Bochum: Kai "Prototyp" Naggert
4. ↑  Tobias Ginsburg: Die letzten Männer des Westens – Antifeministen, rechte Männerbünde und die Krieger des Patriarchats. Rowohlt, Hamburg, 2021, S. 155, S. 167f.
5. ↑  Deplatforming: Rechtsrapper Chris Ares verliert Distributions-Kanäle – und seinen „YouTube“-Channel. 14. August 2020, abgerufen am 24. November 2023 (deutsch).
6. ↑  Kira Ayyadi: Rechtes-Rap-Trio verlegt Konzert von Nazi-Kneipe unter Autobahnbrücke. 20. Mai 2022, abgerufen am 24. November 2023 (deutsch).
7. ↑  Revolution auf Sendung #056. In: Der III. Weg. Der III. Weg, 11. November 2023, abgerufen am 24. November 2023.
8. ↑  Kira Ayyadi: Rechte Rap-Resterampe NDS kündigt Neuzugang an. 24. Mai 2023, abgerufen am 24. November 2023 (deutsch).
9. ↑  Proto (NDS) & MKD – Blut in dir. Abgerufen am 12. Januar 2024.
10. ↑  'Kampf auf allen Plattformen, zeit.de, 8. Dezember 2023
11. ↑  Impressum NDS Records. In: NDS Records. NDS Produktionen UG i.G. (haftungsbeschränkt), abgerufen am 24. November 2023.
12. ↑  Diffus: Das Buch der Woche - Die letzten Männer des Westens